# Gorska sasa
Gorska sasa  (brdska sasa, alpska sasa, trešnjava kučika; lat. Pulsatilla montana; sin. Anemone montana) je biljka iz porodice Ranunculaceae, u Hrvatskoj raste po kamenjarskim travnjacima. Ova biljka ranije je bila svrstana u rod Anemone, pod imenom A. montana.
Raste po krševitim planinama, pa je ima Svilaji (najviše), nadalje na velebitu i na padinama Ćićarije, a ima je i drugdje po Europi, tako da se ne smatra rijetkom.
Stabljika joj je vunasto dlakava, naraste do 20 cm visine, ali kad dozrijevaju plodovi naraste i do 40-50 centimetara.

## Podvrste
- Pulsatilla montana subsp. australis (Heuff.) Rummelsp.
- Pulsatilla montana subsp. balkana (Velen.) Zämelis & Paegle
- Pulsatilla montana subsp. bulgarica Rummelsp.
- Pulsatilla montana subsp. jankae (E. W. Schultz) Zämelis & Paegle
- Pulsatilla montana subsp. montana
- Pulsatilla montana subsp. olympica Voliotis

## Sinonimi
- Anemone australis (Heuff.) Soó
- Anemone balkana (Velen.) Gürke
- Anemone intermedia Hoppe ex Steud.
- Anemone jankae F.W.Schultz
- Anemone pratensis K.Koch
- Anemone pulsatilla M.Bieb.
- Pulsatilla australis (Heuff.) Soó
- Pulsatilla dacica (Rummelsp.) Tzvelev
- Pulsatilla intermedia Hoppe & Hornsch.
- Pulsatilla jankae (F.W.Schultz) Schur
- Pulsatilla jankae var. bulgarica (Rummelsp.) Soó
- Pulsatilla jankae var. vojvodinae (Rummelsp.) Soó
- Pulsatilla montana subsp. olympica Voliotis
- Pulsatilla nigella Jord.

## Vanjske poveznice
- P. montanana Zavižanu
- P. montana
- P. montana
- P. montana